# Rise Viktoria
Rise Viktoria, (av institutet skrivet RISE Viktoria) tidigare Viktoriainstitutet och Viktoria Swedish ICT, är ett 1997 grundat svenskt forskningsinstitut inom IT. Det ingår i Rise - Research Institutes of Sweden och ligger Lindholmen Science Park i Göteborg.